# Antonio Bova
Antonio Bova (1641 – 15 ottobre 1701) è stato un pittore italiano.

## Biografia
Antonio Bova fu un artista attivo principalmente in Sicilia. Destinato dal padre a diventare prete, frequentò le botteghe di Giovanni Battista Quagliata e di Andrea Suppa. In una rissa uccise un rivale pertanto fu costretto a cercare rifugio prima nella chiesa di San Francesco d'Assisi all'Immacolata, poi nel monastero benedettino di Santa Maria Maddalena, dove prese i voti e visse per il resto della sua vita esercitando la professione di pittore.
Dipinse soprattutto affreschi, molti dei quali sono andati perduti nei terremoti che hanno colpito Messina tra 1783 e 1908.
Fu sepolto nella sede della Congregazione degli Schiavi di Santa Maria nel duomo di Messina.

## Opere

### Catania e provincia
- XVII secolo, San Giuseppe, dipinto, opera custodita nella chiesa di San Giuseppe di Pisano Etneo.
- XVII secolo, San Gaetano di Thiene, dipinto, opera custodita nella chiesa di Maria Santissima Annunziata di Randazzo.

### Messina e provincia

#### Messina
- 1682 c., Ciclo, affreschi, dieci grandi quadroni, opere documentate nella basilica cattedrale protometropolitana della Santa Vergine Maria Assunta.
- XVII secolo, Martirio di San Placido, dipinto, opera documentata nella chiesa di Santa Maria Maddalena.
- XVII secolo, Morte di San Benedetto, dipinto, opera documentata nella chiesa di Santa Maria Maddalena.
- XVII secolo, San Giovanni Evangelista, dipinto, opera documentata nella Cappella Palatina di Palazzo Reale.
- XVII secolo, Vergine ritratta con San Benedetto da Norcia e San Bernardo di Chiaravalle, dipinto, opera documentata nella chiesa di Sant'Anna delle Monache.[1]
- XVII secolo, Strage degli Albigesi, affresco, opera documentata nel chiostro della chiesa di San Domenico.
- XVII secolo, Vergine Addolorata, dipinto, opera esposta nel Museo regionale.
- XVII secolo, San Giovanni, dipinto, opera esposta nel Museo regionale.
- XVII secolo, San Gregorio e Sant'Andrea Avellino, opera distrutta nel terremoto del 1908.

### Palermo e provincia
- XVII secolo, Adorazione dei Pastori e dei Magi, dipinto, opera custodita nella chiesa di San Giuseppe di Palermo.

### Siracusa e provincia
- XVII secolo, San Michele Arcangelo, dipinto, opera custodita nella chiesa di San Michele di Palazzolo Acreide.